# Bubacarr Trawally
Bubacarr Trawally, detto Steve (Serekunda, 10 novembre 1994), è un calciatore gambiano, attaccante dell'Al-Uruba e della nazionale gambiana.

## Carriera

### Club
Trawally ha iniziato la sua carriera nel suo paese d'origine con il Real de Banjul, con cui ha vinto il titolo di campione del Gambia sia nel 2012 che nel 2014. Nel 2014 si è laureato anche capocannoniere del campionato, con 12 gol all'attivo.
Nel gennaio 2015 è stato rilevato dall'Hangzhou Greentown della Super League cinese, per poi (prima ancora di debuttare ufficialmente) essere girato in prestito nella seconda serie cinese allo Yanbian Changbaishan dove ha segnato 17 reti in 26 partite, contribuendo al raggiungimento del primo posto in classifica nella League One di quell'anno.
Nel febbraio 2016 è passato a titolo definitivo allo Yanbian Fude, con cui ha fatto l'effettivo debutto in Super League. Al primo anno ha realizzato 8 reti in 26 partite, mentre il secondo anno con 18 reti in 28 partite si è issato al quinto posto nella classifica cannonieri di quell'edizione, davanti anche a nomi blasonati quali Hulk, Jonathan Soriano e Alexandre Pato. Questi gol, tuttavia, non sono bastati per evitare il penultimo posto in classifica e la retrocessione della squadra.
A seguito di ciò, passando per i danesi del Vejle, si è unito in prestito allo Guizhou Hengfeng per tutta la stagione 2018, dopo aver superato una disputa con lo Yanbian Fude che reclamava che il suo contratto fosse ancora valido.
Senza mai aver giocato una partita con il Vejle, i danesi lo hanno ceduto in Arabia Saudita nel febbraio 2019, quando è stato acquistato dall'Al-Shabab. Dopo aver collezionato 3 reti in 11 partite con i sauditi, nel settembre dello stesso anno è stato girato in prestito negli Emirati Arabi Uniti all'Ajman, dove ha giocato fino al marzo 2022, venendo rilevato nel frattempo a titolo definitivo.
Il 31 marzo 2022, nell'ultimo giorno della finestra invernale del calciomercato svedese, è stato ufficialmente acquistato dagli stoccolmesi dell'Hammarby con un contratto fino al dicembre 2023. Dopo aver perso per infortunio il primo mese e mezzo di campionato, ha spesso iniziato dalla panchina, vista la presenza degli altri attaccanti Gustav Ludwigson, Astrit Selmani (poi rimpiazzato da Veton Berisha) e Abdelrahman Saidi, quest'ultimo arrivato in estate. Il 28 settembre 2022 l'Hammarby ha comunicato che Trawally si sarebbe sottoposto a un nuovo intervento al ginocchio e che sarebbe rimasto lontano dai campi per alcuni mesi, chiudendo di fatto in anticipo la sua prima stagione in biancoverde con 2 reti in 9 presenze, di cui 4 da titolare. Dopo aver saltato anche gran parte dell'Allsvenskan 2023, ha collezionato 3 apparizioni nell'arco delle ultime 5 giornate, quindi il suo contratto non è stato rinnovato dalla dirigenza.

### Nazionale
Ha esordito in nazionale nel 2015; successivamente, è stato convocato per la Coppa delle nazioni africane 2021.

## Statistiche

### Cronologia presenze e reti in nazionale
| Cronologia completa delle presenze e delle reti in nazionale ― Gambia | Cronologia completa delle presenze e delle reti in nazionale ― Gambia | Cronologia completa delle presenze e delle reti in nazionale ― Gambia | Cronologia completa delle presenze e delle reti in nazionale ― Gambia | Cronologia completa delle presenze e delle reti in nazionale ― Gambia | Cronologia completa delle presenze e delle reti in nazionale ― Gambia | Cronologia completa delle presenze e delle reti in nazionale ― Gambia | Cronologia completa delle presenze e delle reti in nazionale ― Gambia |
| Data                                                                  | Città                                                                 | In casa                                                               | Risultato                                                             | Ospiti                                                                | Competizione                                                          | Reti                                                                  | Note                                                                  |
| --------------------------------------------------------------------- | --------------------------------------------------------------------- | --------------------------------------------------------------------- | --------------------------------------------------------------------- | --------------------------------------------------------------------- | --------------------------------------------------------------------- | --------------------------------------------------------------------- | --------------------------------------------------------------------- |
| 6-9-2015                                                              | Bakau                                                                 | Gambia                                                                | 0 – 1                                                                 | Camerun                                                               | Qual. Coppa d'Africa 2017                                             | -                                                                     | 64’                                                                   |
| 13-10-2015                                                            | Windhoek                                                              | Namibia                                                               | 2 – 1                                                                 | Gambia                                                                | Qual. Mondiali 2018                                                   | -                                                                     |                                                                       |
| 4-6-2016                                                              | Bakau                                                                 | Gambia                                                                | 0 – 4                                                                 | Sudafrica                                                             | Qual. Coppa d'Africa 2017                                             | -                                                                     |                                                                       |
| 27-3-2017                                                             | Rabat                                                                 | Rep. Centrafricana                                                    | 1 – 2                                                                 | Gambia                                                                | Amichevole                                                            | -                                                                     | 55’                                                                   |
| 11-6-2017                                                             | Cotonou                                                               | Benin                                                                 | 1 – 0                                                                 | Gambia                                                                | Qual. Coppa d'Africa 2019                                             | -                                                                     |                                                                       |
| 13-11-2019                                                            | Luanda                                                                | Angola                                                                | 1 – 3                                                                 | Gambia                                                                | Qual. Coppa d'Africa 2021                                             | -                                                                     | 55’                                                                   |
| 18-11-2019                                                            | Bakau                                                                 | Gambia                                                                | 2 – 2                                                                 | RD del Congo                                                          | Qual. Coppa d'Africa 2021                                             | -                                                                     |                                                                       |
| 12-11-2020                                                            | Franceville                                                           | Gabon                                                                 | 2 – 1                                                                 | Gambia                                                                | Qual. Coppa d'Africa 2021                                             | -                                                                     | 46’                                                                   |
| 16-11-2020                                                            | Bakau                                                                 | Gambia                                                                | 2 – 1                                                                 | Gabon                                                                 | Qual. Coppa d'Africa 2021                                             | -                                                                     | 80’                                                                   |
| 25-3-2021                                                             | Bakau                                                                 | Gambia                                                                | 1 – 0                                                                 | Angola                                                                | Qual. Coppa d'Africa 2021                                             | -                                                                     |                                                                       |
| 29-3-2021                                                             | Kinshasa                                                              | RD del Congo                                                          | 1 – 0                                                                 | Gambia                                                                | Qual. Coppa d'Africa 2021                                             | -                                                                     | 61’                                                                   |
| 9-10-2021                                                             | El Jadida                                                             | Gambia                                                                | 1 – 2                                                                 | Sierra Leone                                                          | Amichevole                                                            | -                                                                     | 77’                                                                   |
| 12-10-2021                                                            | El Jadida                                                             | Gambia                                                                | 2 – 1                                                                 | Sudan del Sud                                                         | Amichevole                                                            | -                                                                     | 60’                                                                   |
| 16-11-2021                                                            | Abu Dhabi                                                             | Nuova Zelanda                                                         | 2 – 0                                                                 | Gambia                                                                | Amichevole                                                            | -                                                                     | 74’                                                                   |
| 23-3-2022                                                             | Yaoundé                                                               | Ciad                                                                  | 0 – 1                                                                 | Gambia                                                                | Qual. Coppa d'Africa 2023                                             | 1                                                                     | 60’                                                                   |
| 29-3-2022                                                             | Agadir                                                                | Gambia                                                                | 2 – 2                                                                 | Ciad                                                                  | Qual. Coppa d'Africa 2023                                             | -                                                                     | 46’                                                                   |
| Totale                                                                |                                                                       | Presenze                                                              | 16                                                                    |                                                                       | Reti                                                                  | 1                                                                     |                                                                       |